# 8月のバレンタイン
『8月のバレンタイン』（はちがつのバレンタイン）は、ビビアン・スーの日本でのサードシングル。1996年7月31日にEMIミュージック・ジャパンから8センチCD（規格品番：TODT-3765）形式でリリースされた。

## 解説
前作の2ndシングル「共犯者」から約5ヶ月ぶりのリリース。中原めいこが作詞・作曲を担当していた表題曲「8月のバレンタイン」とカップリング曲「我愛你 (ウォー・アイ・ニー/WO AI NI)」が収録されている。

## 収録曲
1. 8月のバレンタイン [4:50]
  - 作詞・作曲：中原めいこ / 編曲：河辺健宏
  - アルバム「天使・想（シァン）New Edition」に収録。
2. 我愛你 [4:31]
  - 作詞：夏野芹子 / 作曲：松本俊明 / 編曲：野崎貴郎
  - アルバム「天使・想（シァン）New Edition」に収録。
3. 8月のバレンタイン（オリジナル・カラオケ） [4:50]
4. 我愛你（オリジナル・カラオケ） [4:27]